# Flugplatz Westerstede-Felde

i7
i11
i13
Der Flugplatz Westerstede-Felde (ICAO-Code: EDWX) ist ein deutscher Flugplatz in Westerstede. Er ist als Sonderlandeplatz klassifiziert und für Flugzeuge bis 2 t, Hubschrauber bis 3 t, Selbststartende Motorsegler, und Ultraleichtflugzeuge zugelassen.

## Flugbetrieb
Der Flugplatz wird von Luftsportlern (Ultraleichtflugzeuge, Tragschraubern) sowie Privat- und Geschäftsfliegern genutzt. Am Platz befinden sich der Luftsportverein Fliegerclub Westerstede e. V. sowie der Fallschirmsport-Club Westerstede e. V.

## Anfahrt
Der Flugplatz liegt östlich der A 28 1,6 NM nördlich der Stadt Westerstede.

## Anflug
Die Platzrunde befindet sich südlich des Platzes in 800 ft.

## Lage
Der Flugplatz Westerstede-Felde liegt zwischen den vielen Baumschulen des Ammerlandes.

## Bildergalerie

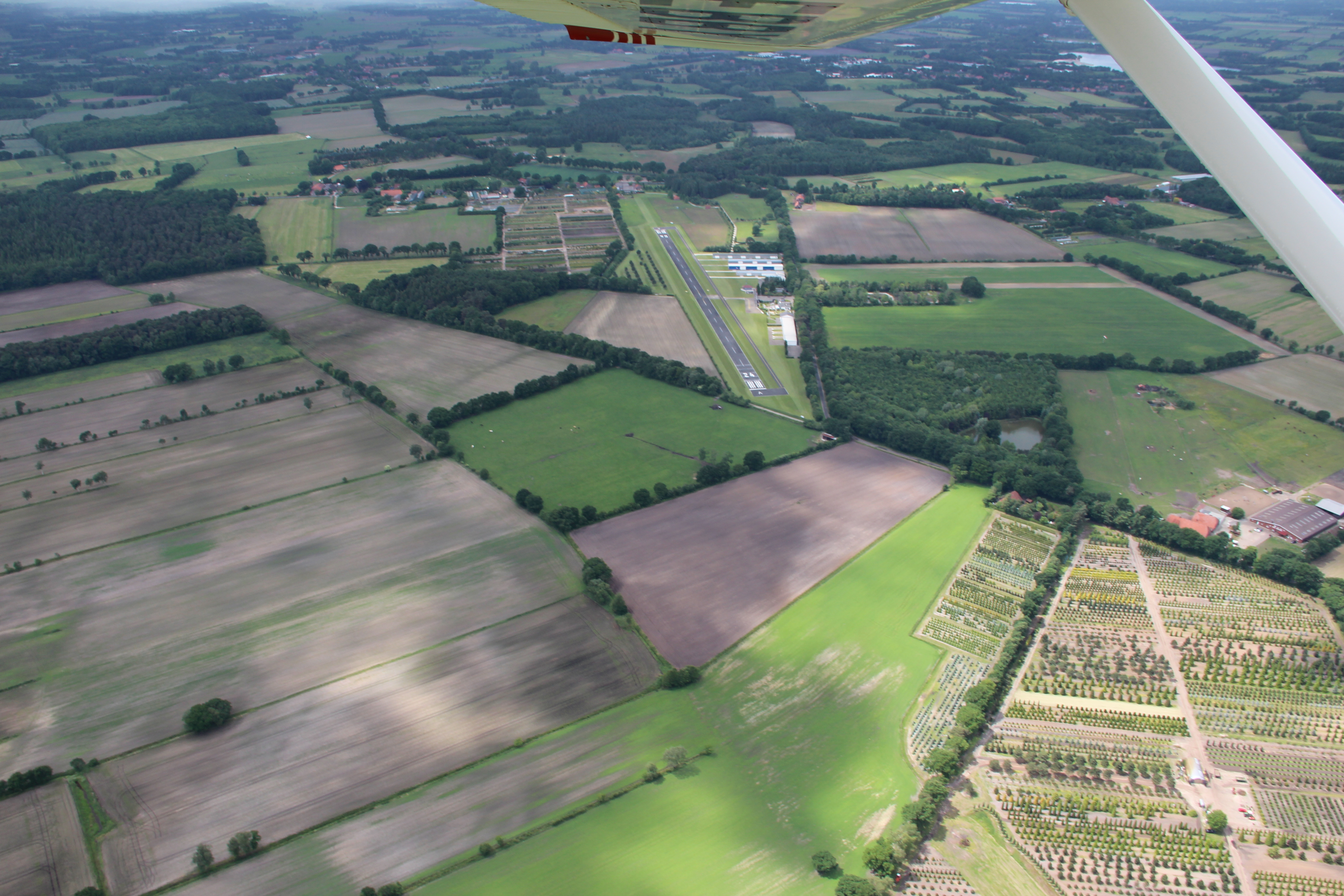
Flugplatz Westerstede-Felde (2012)
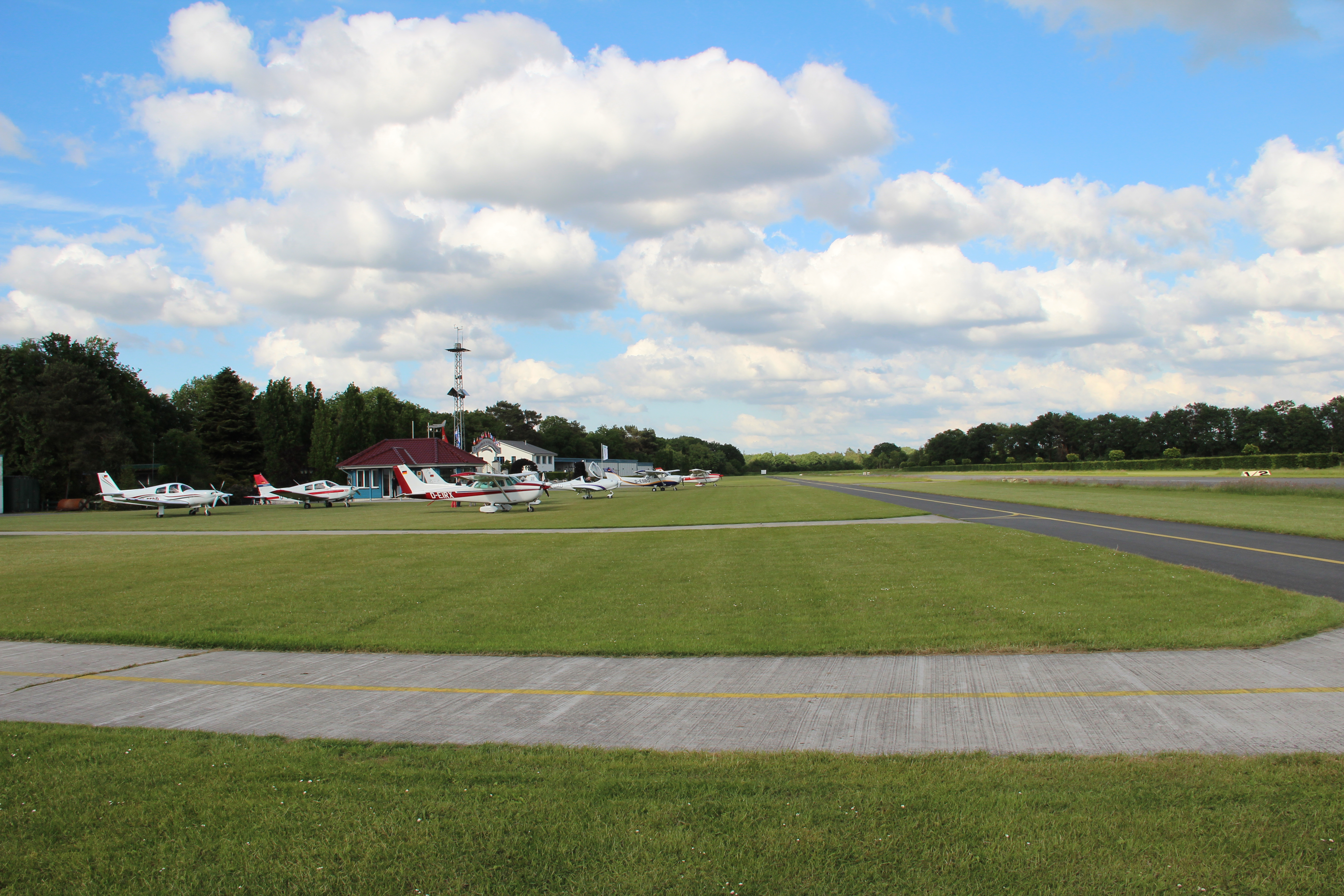
Flugplatz Westerstede-Felde (2012)